# Liu Junshuai
Liu Junshuai (刘军帅S, Liú JūnshuàiP; Qingdao, 10 gennaio 1995) è un calciatore cinese, difensore del Qingdao Hainiu.

## Carriera
Nel 2011 si è trasferito in Portogallo per svolgere degli allenamenti in seguito a un progetto promosso dalla federcalcio cinese. Qui ha giocato nelle giovanili di Fátima, Alverca e Real SC tra il 2011 e il 2014. Nella stagione 2014-2015 ha militato nell'Atlético Cacém, società militante nei campionati distrettuali portoghesi. Nel luglio del 2015 si è trasferito al Torreense, formazione militante nel Campeonato de Portugal.
Il 15 luglio 2016 è stato girato in prestito allo Jiangsu Suning insieme a Yang Ailong. Ha giocato per la seconda squadra dello Jiangsu Suning nella stagione 2016. Il 5 febbraio 2017 firma con lo Shandong Taishan. Ha esordito con lo Shandong il 7 aprile successivo nella sconfitta per 2-1 in trasferta contro lo Shanghai Haigang. Il 25 luglio 2018, ha segnato il suo primo gol con il club nella vittoria per 3-0 in casa sul Guizhou Hengfeng nei quarti di finale della Coppa di Cina 2018.

## Statistiche

### Presenze e reti nei club
Statistiche aggiornate al 26 dicembre 2021.
| Stagione               | Squadra                | Campionato             | Campionato | Campionato | Coppe nazionali | Coppe nazionali | Coppe nazionali | Coppe continentali | Coppe continentali | Coppe continentali | Altre coppe | Altre coppe | Altre coppe | Totale | Totale |
| Stagione               | Squadra                | Comp                   | Pres       | Reti       | Comp            | Pres            | Reti            | Comp               | Pres               | Reti               | Comp        | Pres        | Reti        | Pres   | Reti   |
| ---------------------- | ---------------------- | ---------------------- | ---------- | ---------- | --------------- | --------------- | --------------- | ------------------ | ------------------ | ------------------ | ----------- | ----------- | ----------- | ------ | ------ |
| 2014-2015              | Atlético Cacém         | 4D                     | 22         | 1          |                 | -               | -               |                    | -                  | -                  |             | -           | -           | 22     | 1      |
| 2015-2016              | Torreense              | CdP                    | 23         | 3          | CP              | 0               | 0               |                    | -                  | -                  |             | -           | -           | 23     | 3      |
| 2017                   | Shandong Taishan       | CSL                    | 12         | 0          | CC              | 1               | 0               |                    | -                  | -                  |             | -           | -           | 13     | 0      |
| 2018                   | Shandong Taishan       | CSL                    | 25         | 2          | CC              | 6               | 1               |                    | -                  | -                  |             | -           | -           | 31     | 3      |
| 2019                   | Shandong Taishan       | CSL                    | 19         | 0          | CC              | 4               | 0               | ACL                | 4                  | 2                  |             | -           | -           | 27     | 2      |
| 2020                   | Shandong Taishan       | CSL                    | 13         | 0          | CC              | 2               | 0               |                    | -                  | -                  |             | -           | -           | 15     | 0      |
| 2021                   | Shandong Taishan       | CSL                    | 0          | 0          | CC              | 1               | 0               |                    | -                  | -                  |             | -           | -           | 1      | 0      |
| Totale Shandong Luneng | Totale Shandong Luneng | Totale Shandong Luneng | 69         | 2          |                 | 14              | 1               |                    | 4                  | 2                  |             | -           | -           | 87     | 5      |
| Totale carriera        | Totale carriera        | Totale carriera        | 114        | 6          |                 | 14              | 1               |                    | 4                  | 2                  |             | -           | -           | 132    | 9      |

## Palmarès

### Club

#### Competizioni nazionali
- Coppa di Cina: 1

Shandong Luneng: 2020